# Paul Colin
Paul Colin (n. 10 februarie 1920, Sens, Bourgogne, Franța – d. 20 martie 2018, Clamart, Île-de-France, Franța) a fost un scriitor francez care a câștigat Premiul Goncourt în 1950 pentru romanul Les Jeux sauvages.

## Biografie
După ce a obținut premiul Goncourt, Paul Colin a cumpărat o proprietate vinicolă și s-a retras din viața literară după ce a publicat ultimul său roman, Terre paradis.
Paul Colin a murit la 20 martie 2018 la Clamart și a fost înmormântat la 24 martie 2018 în cimitirul din Sens.

## Opera
- 1950: Les Jeux sauvages la editura Gallimard — Premiul Goncourt[6]
- 1959: Terre paradis, editura Gallimard.